# 武田邦信
武田 邦信（たけだ くにのぶ、1948年（昭和23年） - ）は、高家武田家16代当主。武田昌信の子。武田英信の父。武田信玄の次男竜芳の系統で、信玄から数えて16代目にあたる。ただし、同家では江戸時代中期に信玄の血統は絶えており、邦信は血統上は柳沢吉保の男系子孫である。

## 来歴
1948年（昭和23年）、東京都に生まれる。1972年（昭和47年）に武蔵工業大学（現・東京都市大学）を卒業後、丸紅に入社する。2006年（平成18年）に丸紅を早期退職し、フジオ住研社長補佐を経て、2007年（平成19年）にELTを設立して代表取締役に就任する。
山梨県甲斐の国大使、武田家旧温会、武田神社崇敬会総裁を務める。

## 備考
- NHK大河ドラマ『風林火山』にちなみ、富士の国やまなし観光大使の肩書きを持っている。観光大使は山梨県観光部の任務。